# 章惇
章惇（1035年—1106年1月2日），字子厚，建州浦城縣人，宋朝政治人物，新舊黨爭的變法派要角。

## 生平
《揮麈錄》稱章惇是父親章俞與其丈母娘楊氏外遇，楊氏生下之子，假冒為章俞之妻羅氏所生。“惇豪俊、博学善文”。宋仁宗嘉祐二年（1057年）考取進士，可是族侄章衡考取狀元，便不就而去。嘉祐四年再舉進士甲科，調知商洛县、雄武军节度推官，改著作佐郎，知常州武进县。章惇能攀絕壁題字，面不改色，蘇軾說他：“子厚必能殺人”。

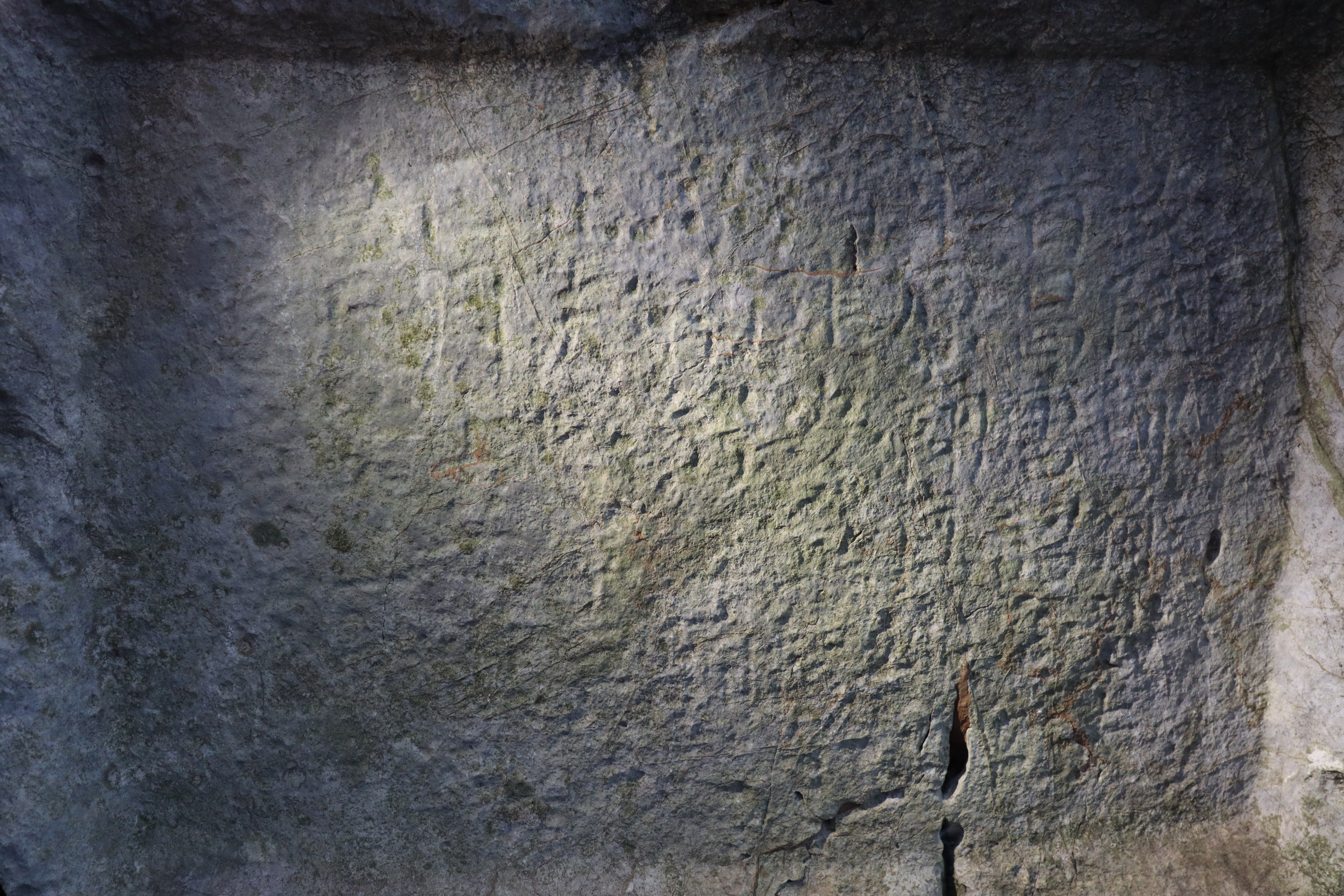
章惇于熙寧三年（1070）與鄭獬等人一起在杭州下天竺蓮花峰頂留下的題名。時任編修三司條例官（章惇在左起第四行、五行：建安章惇子厚）。

王安石用章惇為编修三司条例、中書檢正户房公事，熙寧五年（1072年），受命為荊湖北路察訪使，拓境数百里，设置沅州。熙寧十年（1077年），平定四川、貴州、廣西三省交界的少数民族叛亂，招撫45州。但是由於章惇強硬對付少數民族的政策，引發荊湖南路、荊湖北路一帶的騷動，後被轉運副使蔡燁替換。改任起居注。不久出知湖州，改荆南，再知湖州、杭州。惇又與呂惠卿來往密切，被稱為呂的“入室之人”。元豐三年（1080年）調參知政事。四年，知陈州、定州。元丰五年，守門下侍郎。八年，知樞密院。元祐元年（1086），司馬光為左僕射。章惇罷知樞密院。因為廢除新法的問題與司馬光當著宣仁太后之前犯顏爭議，使司马光很难堪，又不肯与蔡确一起辞职。苏辙上书论其“奸恶”，遂被驱除出朝廷，知汝州。十一月，提舉杭州洞霄宮。元祐三年（1088），充任資政殿學士，知越州。又知蘇州。
元祐九年（1094年），章惇於宣仁太后逝世後入京，出任尚書左僕射門下侍郎，主持恢復熙豐新法，史稱“紹述”，北宋國力因而得以恢復發展，更取得對西夏的多次戰略性軍事勝利。然而在章惇當政期間，絕大部分支持司馬光的舊黨黨人都被放逐，甚至於貶到嶺南等蠻荒地區；而章惇也進行言論控制，設立元祐提制局等單位對於反對新法的言論加以控制，甚至於在宮廷內部興獄。紹聖元年（1094），章惇堅持要求毀壞司馬光、呂公著的墳墓。哲宗認為無益，但在章惇的堅持下還是拆毀了司馬、呂二人的碑樓，磨平了他們的碑文。追貶二人官爵。在世的政敵中，王岩叟、呂大防、劉摯、蘇轍、梁燾、范純仁、劉奉世、韓維皆于同一日被貶，安置偏遠之州。紹聖三年（1096年），章惇以巫蠱詛咒的罪名，要求宋哲宗廢宣仁太后所立的孟皇后，由此改立劉皇后，連宋哲宗都大嘆：「章惇壞我名節！」
宋哲宗死後，章惇反對端王趙佶繼位，議立簡王趙似遭欽聖太后所拒，寧願立年長但有眼疾的申王趙佖，也不願擁立端王，甚至當著欽聖太后面前明言「端王輕佻，不可以君天下」，不僅遭同儕曾布怒斥道：「章惇，聽太后處分！」端王趙佶即位，是為宋徽宗。宋徽宗即位初封章惇為申國公，但由於章惇反對立宋徽宗而觸怒欽聖太后，不久被罷相，貶雷州司戶，再貶舒州團練副使，睦州居住。迁湖州，卒，年七十一。
《宋史》以他：「盡復熙豐舊法，黜逐元祐朝臣；肆開邊隙，詆誣宣仁后。」列入〈奸臣傳〉。後世學者對他恢復王安石之法、加強遼夏邊境軍備以及被列入奸臣多有不同看法。
死後被追封為昭化軍節度副使。南宋淳熙年間，賜諡忠敏。

## 家族
- 玄祖：章仔鈞，贈金紫光祿大夫、上柱國、武寧郡開國伯，諡忠憲
- 高祖：章仁徹
- 曾祖：章文炎，贈金紫光祿大夫、太子少保
- 曾祖母：陳氏，追贈潁川郡太夫人
- 祖父：章佺，先贈工部尚書、改贈金紫光祿大夫、加贈太保
- 祖母：楊氏，福昌縣太君、追封延安郡夫人
- 父：章俞，徙蘇州。起家至職方郎中，致仕，用章惇貴，累官銀青光祿大夫，年八十九卒[2]
- 母：羅氏，吳興郡君、追封吳興郡夫人
- 妻：張氏，累封安定郡君、嘉興郡夫人
- 弟：章愷
- 孙：章倧

## 延伸阅读
[在维基数据编辑]
 《宋史·卷471》，出自脱脱《宋史》